# Pe-un franc poet
Pe-un Franc Poet este un album recital al interpretului român Tudor Gheorghe pe versurile scriitorului I. L. Caragiale.

## Detalii ale albumului
- Gen: Folk
- Limbă: Română
- Sunet: Stereo
- Înregistrat: Studio
- Produs: Jurnalul Național
- Data lansării: 2002

## Lista pieselor
- 01. Sonet [1:28]
- 02. De ce? [1:43]
- 03. Iarna [1:31}
- 04. Petiție către guvern [2:00}
- 05. Doina (3:13)
- 06. Grecesc (cântec folcloric grecesc) [2:08]
- 07. Discreție [2:46]
- 08. Declarație simbolistă [1:38]
- 09. Unei copile [0:19]
- 10. Ion Prostul [2:58]
- 11. Idila [2:12]
- 12. Moarta! [4:52]
- 13. Moartea protestantului [3:38]
- 14. Erato, scapă-mă! [2:07]
- 15. Amiaza maură [3:48]
- 16. Ploaie de primăvara (Pastel optimist) [2:14]
- 17. Pastel Pesimist [2:38]
- 18. Talmud [0:54]
- 19. Filozoful Blagomirea [2:52]
- 20. Din carnetul unui poet simbolist [0:58]
- 21. Da,... nebun! [1:42]
- 22. Jalba hoților din închisori [2:57]
- 23. Răspuns la "Struna zilei" [0:27}